# Oxysychus convexus
Oxysychus convexus är en stekelart som beskrevs av Yang 1996. Oxysychus convexus ingår i släktet Oxysychus och familjen puppglanssteklar. Inga underarter finns listade i Catalogue of Life.